# خانه آقای حق‌دوست
خانه آقای حقدوست فیلمی به کارگردانی و نویسندگی محمود سمیعی ساختهٔ سال ۱۳۵۹ است.

## بازیگران
- محمود سمیعی
- پوران درخشنده
- اسکندر عامری‌پور
- نصرت دستمزدی
- امیرحسین قهرایی
- هوشنگ سلیمانی
- مهدی محمدی‌پور
- حسین نیک‌آمیز
- جواد میرمیران
- مهدی مصطفوی
- غلامرضا جنت‌خواه دوست
- کمال قادری
- حسین قادری
- حسین زارع
- حمید سلیمانی
- محمود مقدم
- حسن کاری